# Irengia lativentris
Irengia lativentris là một loài ruồi trong họ Tachinidae.